# Nanjō
Nanjō (南城市, Nanjō-shi) est une ville située dans l'île d'Okinawa, au Japon.

## Géographie

### Situation
Nanjō est située dans le sud de l'île d'Okinawa.

### Démographie
En mars 2025, la population de Nanjō s'élevait à 46 954 habitants, répartis sur une superficie de 49,94 km2.

## Histoire
La ville moderne de Nanjō a été créée le 1er janvier 2006 de la fusion du bourg de Sashiki et des villages de Chinen, Ōzato et Tamagusuku.

## Patrimoine culturel et naturel
La ville de Nanjō compte soixante-deux éléments désignés ou enregistrés comme patrimoine matériel, culturel ou naturel, au niveau national, préfectoral ou municipal,. 
- Nom (japonais) (type d’enregistrement)

### Patrimoine matériel
- Anciens documents de la famille Kakinohana Shitakarī (垣花勢高殿家古文書?) (Municipal)
- Bâtiment principal de l’ancienne Résidence Irei (旧伊礼家 住宅主屋?) (National)
- Bâtiment principal de l’ancienne Résidence Kyan (旧喜屋武家 住宅主屋?) (National)
- Bâtiment principal de l’ancienne Résidence Taba (旧田場家 住宅主屋?) (National)
- Bâtiment principal de l’ancienne Résidence Uezato (旧上里家 住宅主屋?) (National)
- Carte attachée au registre foncier de Meiji (明治土地台帳附属地図?) (Municipal)
- Incinérateur à lettres de Hyakuna (百名の焚字炉?) (Municipal)
- Latrines-porcherie de l’ancienne Résidence Chinen (旧知念家 フール?) (National)
- Mobilier archéologique de Sēfa Utaki (沖縄県斎場御嶽出土品?) (National)
- Site du château de Chinen (知念城跡?) (Préfectoral)
- Source Chichingā (チチンガー?) (Municipal)
- Source Nakandakari Hījā (仲村渠樋川?) (National)
- Tombe de Shimashii Ōzato Aji (島添大里按司の墓?) (Municipal)
- Tombe d’Ufugusuku Anji / Bountu-ufaka (大城按司の墓/ボウントゥ御墓 (ウファカ)?) (Préfectoral)

### Patrimoine ethnologique
- Lion en pierre de Chinen (知念のシーサー?) (Municipal)
- Lion en pierre de Gushiken (具志堅のシーサー?) (Municipal)
- Lion en pierre de Haebaru (南風原の石彫魔除獅子?) (Municipal)
- Pierre Fucchā (フッチャー石?) (Municipal)
- Route pavée d’Okoku (小谷石畳道?) (Municipal)
- Site rituel Tūtiikun de Shinzato (新里土帝君?) (Municipal)
- Site sacré de Chankudun (喜屋武久殿?) (Municipal)
- Site sacré de Yaharazukasa (ヤハラヅカサ?) (Municipal)
- Site sacré d’Iimui Utaki (食栄森御嶽?) (Municipal)
- Source Ii-nu-kā d’Okoku (小谷上の井?) (Municipal)
- Source Naka-nu-kā d’Okoku (小谷中の井?) (Municipal)
- Source Nzatu-gā (美里井?) (Municipal)
- Source Shimo-nu-kā d’Okoku (小谷下茂の井?) (Municipal)
- Tūtiikun / statue de Bouddha de Tedokon (手登根土帝君・仏像?) (Municipal)

### Sites historiques
- Gusuku de Funakoshi (船越グスク?) (Municipal)
- Gusuku de Minton (ミントングスク?) (Préfectoral)
- Gusuku de Shikiya (志喜屋グスク?) (Municipal)
- Rocher Tsukishiro/Source Tsukishiro-nu-kā (つきしろの岩・つきしろの井?) (Municipal)
- Site de la résidence de Nāshiru Ufuyā (苗代大比屋の屋敷跡?) (Municipal)
- Site du château de Chinen (知念城跡?) (National)
- Site du château de Kakinohana (垣花城跡?) (Préfectoral)
- Site du château de Sashiki (佐敷城跡?) (National)
- Site du château de Shimashī-Ōzato (島添大里城跡?) (National)
- Site du château de Tamagusuku (玉城城跡?) (National)
- Site du château d’Itokazu (糸数城跡?) (National)
- Site du château d’Ōshiro / château d’Ufugushiku (大城城跡?) (Municipal)
- Site sacré de Hamagā Utaki (浜川御嶽?) (Municipal)
- Site sacré de Kubō Utaki sur l’île de Kudaka (久高島クボー御嶽?) (Municipal)
- Site sacré de Sēfa Utaki (斎場御嶽?) (National)
- Site sacré du Tun de Kamiyama (神山の殿?) (Municipal)
- Source China Ukkā (知名御川?) (Municipal)
- Source Hījā de Gushiken (具志堅の樋川?) (Municipal)
- Source Kancha Ukkā (カンチャ大川?) (Municipal)
- Source sacrée de Teda Ukkā (テダ御川?) (Municipal)
- Sources sacrées Ukinju-hainju (受水走水?) (Municipal)
- Tombe de Chinen Aji (知念按司の墓?) (Municipal)
- Yōdore (mausolée) de Sashiki (佐敷ようどれ?) (Préfectoral)

### Lieux de beauté pittoresque
- Amamiku-nu-mui /Kudaka-no-Fubō-utaki (アマミクヌムイ (久高コハウ森/久高のフボー御嶽?) (National)
- Amamiku-nu-mui /Sēfa Utaki (アマミクヌムイ (斎場御嶽)?) (National)
- Amamiku-nu-mui /Tamagusuku Amatsutsu (アマミクヌムイ (玉城アマツゝ/玉城グスク)?) (National)
- Site sacré de Sēfa Utaki (斎場御嶽?) (Préfectoral)

### Monuments naturels
- Communauté végétale de Deutzia naseana Nakai var. amanoi (オキナワヒメウツギ群落?) (Municipal)
- Communauté végétale de Myoporum bontioides du littoral de Fusozaki à Sashiki (佐敷敷町冨祖崎海岸のハマジンチョウ群落?) (Préfectoral)
- Communauté végétale littorale de l’île de Kudaka (久高島の海岸植物群落?) (National)
- Faux-badamier (Heritiera littoralis) de la résidence Mīya (新屋のサキシマスオウノキ?) (Municipal)
- Faux-badamier (Heritiera littoralis) de la résidence Ufu Dunchi (新屋のサキシマスオウノキ?) (Municipal)
- Faux-badamier (Heritiera littoralis) du site rituel de Ufujō (大門のサキシマスオウノキ?) (Municipal)
- Grotte de Gyokusendō (玉泉洞?) (Municipal)
- Groupe de fukugis (Garcinia subelliptica) de la source Chinin Ē-gā (知念親川のフクギ群?) (Municipal)
- Kohu de montagne (Bischofia javanica) géant de Kudeken (久手堅の大アカギ?) (Municipal)
- Lieu de découverte de fossiles de cerf à Shichaībaru (下上原の鹿化石出土地?) (Municipal)

## Jumelage
Nanjō est jumelée avec Tamaki au Japon.